# Rogério de Meneses Fialho Moreira
Rogério de Meneses Fialho Moreira CavMM (João Pessoa, 1º de agosto de 1966) é um professor, mestre e doutor em direito, e magistrado federal de carreira, atualmente integrando o Tribunal Regional Federal da 5.ª Região (posse em 5 de maio de 2008), sediado em Recife, onde exerceu a presidência no biênio 2015-2017, e o Tribunal Regional Eleitoral de Pernambuco, como membro efetivo, no biênio 2023-2025. É Juiz de Enlace para a Convenção da Haia de 1980. Professor Adjunto da Universidade Federal da Paraíba-UFPB, lecionando a disciplina Direito Civil

## Resumo
Desembargador Federal e Professor Adjunto de Direito Civil da Universidade Federal da Paraíba-UFPB. Membro Efetivo do Tribunal Regional Eleitoral de Pernambuco. Mestre e Doutor em Direito. Membro Efetivo do Instituto Histórico e Geográfico Paraibano-IHGP e da Academia Paraibana de Letras Jurídicas-APLJ. Presidente da Comissão de Memória da Justiça Federal da 5ª Região. Ex-Presidente do TRF 5ª Região. Juiz de Enlace para a Convenção da Haia de 1980.
O curriculum completo pode ser encontrado nas plataformas:
https://orcid.org/0000-0003-3606-5909
http://lattes.cnpq.br/2559180749449584

## Biografia
Rogério de Meneses Fialho Moreira, nasceu em João Pessoa no dia 1º de agosto de 1966, filho de Epitácio Fialho Moreira, proprietário rural em Araruna-PB, falecido em 2009, e da pernambucana Djanira Meneses Fialho Moreira, ambos aposentados da Caixa Econômica Federal. É o filho mais velho do casal, tendo mais dois irmãos, Ana Amélia, pediatra em Brasília, e Luciano, engenheiro agrônomo, Mestre-Cervejeiro em Recife.
É casado com a gaúcha Helena Delgado Ramos Fialho Moreira, professora de Direito Empresarial na UNIPÊ e Juíza Federal, removida em 1999 do Tribunal Regional Federal da 4ª Região (Porto Alegre) para o da 5ª Região. Em 2002, nasceram os herdeiros do casal, João Ernesto, estudante de administração de empresas na UFPB e de Produção Publicitária na UNIESP e Ana Catarina, aluna de psicologia, na UNIPÊ.
Antes de se formar em Direito, Rogério Fialho exerceu atividades públicas e de magistério, tais como a assessoria administrativa na Secretaria de Trabalho e Bem-Estar Social – SETRABES de João Pessoa e a assessoria da Divisão de Correições da Secretaria de Segurança Pública do Estado da Paraíba, tendo ensinado inglês no Centro de Comunicação Inglesa da Paraíba - CCI.
Estudou no Colégio Marista Pio X e concluiu o curso de Direito na Universidade Federal da Paraíba-UFPB, em dezembro de 1987.
Em 1989, foi aprovado em concurso público para professor daquela instituição, onde leciona as cadeiras de Direito Civil I (Teoria Geral do Direito Civil) e Direito Civil II (Teoria Geral das Obrigações) e já participou de bancas examinadoras de concursos para o cargo de professor da UFPB. A dedicação ao magistério é reconhecida por seus alunos, especialmente pela assiduidade e cumprimento dos programas pedagógicos, nas sucessivas avaliações discentes.
É Doutor em Direito pela Universidade de Marília-UNIMAR, em Marília-SP e Mestre em Direito, pela Universidade Damas de Instrução Cristã-FADIC, em Recife-PE. É especialista em processo civil pela Universidade de Brasília-UNB, tendo concluído o Curso de Preparação à Magistratura de Carreira da Escola da Magistratura do Estado da Paraíba-ESMA.
Rogério Fialho participou de cursos em instituições no exterior, dentre os quais se destacam o “Droit Communautaire de la Consommation”, organizado pelo “Centre de Droit de la Consommation” da Faculté de Droit de l'université catholique de Louvain (UCLouvain) Louvain-la-Neuve, (Bélgica); o Introdutory Course in New Zealand Law”, na Faculdade de Direito de Auckland, Auckland (Nova Zelândia); o Curso de Direito Constitucional  e  Direito Internacional, organizado pelo Professor Doutor Jorge Miranda, da Faculdade de Direito da Universidade de Lisboa (Portugal).
Frequentou o "Corso di approfondimento su Debito internazionale. Principi generali del diritto. Corte internazionale di giustizia”, promovido pela Universidade de Roma Tor Vergata, em Roma, Itália, em novembro de 2001, durante o qual foi recebido em audiência, juntamente com a delegação brasileira, por Sua Santidade, o Papa João Paulo II.
Atuou como conferencista em congressos internacionais, a exemplo da VI Jornada Internacional Derecho Y Justicia, Facultad de Derecho-Universidad de Buenos Aires (UBA), em maio 2017 e da “7ª Conference of the International Organization For Judicial Training-IOJT”, na Cidade do Cabo, África do Sul, em setembro de 2019.
Em janeiro de 2013, como vice-presidente do TRF 5ª Região, participou do International Visitor Leadership Program, sob a temática da Cooperação Judicial, a convite do Departamento de Estado dos Estados Unidos da América, com visitas técnicas à Suprema Corte, Departamento de Estado e sedes das Cortes Federais, do FBI, CIA e Serviço Secreto em Washington-DC, Nova Iorque, Chicago e Miami.
Foi aprovado em concursos públicos para monitor e professor da UFPB, Técnico Judiciário (atual Analista Judiciário) do TRE/PB e TRF-5a Região (onde exerceu o cargo de Assessor de Juiz), Juiz de Direito (cargo que não chegou a assumir, apesar de nomeado para a Comarca de Queimadas-PB) e, finalmente, para Juiz Federal.
Ingressou na magistratura no ano de 1993, como Juiz Federal Substituto da 5a Vara Federal de Recife. Em 1995 foi promovido ao cargo de Juiz Titular, na Vara de Petrolina, também no Estado de Pernambuco. Voltou para a Paraíba, removido para a 4a Vara da Seção Judiciária, sediada em Campina Grande, sendo titular, em seguida da 6a Vara, também naquela cidade.
Removido para a 7ª Vara Federal, em João Pessoa, foi o primeiro titular do Juizado Especial Federal-JEF, que, à época, tinha jurisdição em todo o estado. 
Atendendo a convite dos Tribunais Regionais do Trabalho da 13a Região (Paraíba) e da 6ª Região (Pernambuco) compôs comissões de concursos para Juiz do Trabalho Substituto, tendo sido agraciado, em setembro de 2022, pelo Tribunal Superior do Trabalho-TST, com a Medalha alusiva aos 80 anos da Justiça do Trabalho.
Foi diretor da Associação dos Juízes Federais do Brasil-AJUFE e integrou a Comissão de Elaboração do Anteprojeto da Lei dos Juizados Especiais Federais.
Em 7 de janeiro de 2003 assumiu o cargo de Diretor do Foro da Seção Judiciária da Paraíba, tendo-o exercido até maio de 2008 quando, pelo critério de merecimento, foi promovido a Desembargador Federal do Tribunal Regional Federal da 5ª Região.
No Tribunal Regional Federal da 5a Região, sediado em Recife, integrou e presidiu várias Comissões Examinadoras de Concurso para Juiz Federal Substituto.
Exerceu a Coordenação dos Juizados Especiais Federais na 5a Região (2009/2011), a presidência das 3ª e 4ª Turmas do TRF da 5a Região e a Direção Geral da Escola da Magistratura Federal da 5a Região-ESMAFE 5 (2015 e 2019/2021).
Integra atualmente a 1ª Seção e a 3ª Turma do TRF 5ª Região, sendo o Presidente da Comissão de Memória da Justiça Federal na 5ª Região.
Foi Vice-presidente (2011/2013) e Presidente do Tribunal Regional Federal da 5a Região (2015/2017), condição na qual integrou o Conselho da Justiça Federal-CJF, em Brasília.
Indicado em maio de 2021 pelo Presidente do Supremo Tribunal Federal para exercer as funções de Juiz de Enlace no Brasil para a Convenção da Haia, de 25 de outubro de 1980, sobre os Aspectos Civis do Sequestro Internacional de Crianças (Liaison Judge for The 1980 Hague Convention), em relação aos processos e assuntos relacionados à Justiça Federal da 5ª Região.
No atual biênio (2023-2025) integra, como Desembargador Eleitoral Efetivo, o Tribunal Regional Eleitoral de Pernambuco-TRE/PE. No biênio anterior atuou como Membro Suplente naquela Corte, compondo a Comissão de Desembargadores responsáveis pela propaganda eleitoral no estado nas Eleições 2022.

## Gestor Público
Uma das marcas reconhecidas em Rogério Fialho é a sua capacidade de gestão, inovação e liderança. Como administrador público, deixou inúmeras realizações por onde passou.
Quando exerceu a judicatura em Petrolina, Pernambuco, até abril de 1996, efetuou diversas reformas funcionais na antiga sede da Justiça Federal, no Bairro de São Francisco. Durante a sua administração foram mantidos os contatos que possibilitaram a assinatura do convênio com o Município, para fins da construção da nova sede, a consecução do projeto bem como a aposição da pedra fundamental e o início das obras do prédio que hoje abriga a sede da Subseção de Petrolina.
Removido para a Paraíba em 1996, assumiu a Vara Federal de Campina Grande onde encontrou 46 mil processos em tramitação, tendo imprimido ritmo de trabalho, com racionalização dos procedimentos, que possibilitou o julgamento, remessa ao Tribunal ou arquivamento de mais de 20.000 ações. Como responsável pela direção administrativa da Subseção Judiciária de Campina Grande priorizou o treinamento e aperfeiçoamento constante dos servidores e estagiários, com palestras e cursos semanais.  Foi um dos responsáveis pela aquisição do terreno, por doação do governo do estado e pela construção da nova sede da Justiça Federal de Campina, no bairro da Liberdade, inaugurado em março de 1999. O edifício que acomoda com conforto e funcionalidade as quatro Varas instaladas naquela cidade, foi acrescido no ano de 2001, ainda na gestão de Rogério Fialho, do seu primeiro anexo onde funciona moderno e funcional auditório, com capacidade para 200 lugares.
Ocupando o cargo de Diretor do Foro da Justiça Federal, além de implantar várias inovações, teve a gestão marcada por eventos que visavam a integração da instituição com a sociedade civil. Adepto da interdisciplinaridade e do fomento cultural por todos os órgãos e poderes públicos, abriu as portas da Justiça Federal para lançamentos de livros, exposição de obras de artes, apresentação de orquestras, corais e shows humorísticos, exposições de antiguidades e de carros antigos.
Como vice-presidente do TRF 5ª Região implementou a então recém-criada sistemática dos recursos repetitivos e da repercussão geral, através da gestão de precedentes, organizando os mecanismos de racionalização no processamento e admissão dos recursos especiais, ordinários e extraordinários.
Como presidente do Tribunal Regional Federal da 5ª Região, inaugurou obras e novas sedes de subseções da Justiça Federal no interior e implementou serviços, como as centrais de conciliação (CEJUSC) nos seis estados que integram a jurisdição da Corte (CE, RN, PB, PE, AL e SE), além de realizar diversas obras de modernização do edifício sede do Tribunal, como a troca dos elevadores, criação da Sala Capibaribe (amplo e moderno espaço multiuso), construção de moderna sala-cofre para os equipamentos de informática e segurança dos sistemas, especialmente do PJE, renovação da frota, construção de bicicletário e vestiários, mudança das esquadrias de vidro das fachadas, tendo instituído, ainda, as comissões de segurança e de gestão socioambiental.
Na direção da Escola de Magistratura da 5ª Região realizou congressos e eventos jurídicos na sede, em Recife, e através dos núcleos seccionais da ESMAFE nos seis estados da região, além de curso de formação inicial dos novos juízes federais substitutos, com notável marca multidisciplinar.

## Publicações e Produção acadêmica
Rogério Fialho publicou dois livros biográficos, “O Vigário de Araruna: Deputado Padre Joel Fialho”. João Pessoa: Ed. MVC/Forma, 2023, 308 p. e “O Esquecido Poeta Pereira da Silva- Primeiro Paraibano na Academia Brasileira de Letras”. São Paulo: Ed. Noeses, 2023.
Em fase de edição, é autor de 3 livros, ainda inéditos: “Trajetória Jurídica da Afirmação do Direito ao Esquecimento: Existência como Aspecto do Direito Fundamental à Privacidade e Critérios para a sua Aplicação” (2020); “A Iconografia da Justiça na sede do Tribunal Regional Federal da 5ª Região” (2019); e “Agnelo Amorim: o homem por detrás da obra” (2013).
É autor de capítulos de livros, dentre os quais se destacam: “A Nova disciplina dos juros de mora: aspectos polêmicos” - Capítulo 12 da obra Novo Código Civil- Questões Controvertidas, Coord. Jones Figueiredo Alves e Mário Delgado. São Paulo-SP: Ed. Método, 2003;   “A dívida pública externa brasileira”. In: COSTA, Flávio Dino de Castro e; BECHO, Renato Lopes; JACOBSEN, Gilson; MARTINS, Leonardo Resende; PORFÍRIO JÚNIOR, Nelson de Freitas; WASHINGTON, Aroldo José. Dívida externa e princípios gerais de direito: curso internacional de extensão para juízes federais: monografias vencedoras. Brasília-DF: AJUFE, 2002, p. 49-66; “Novos desafios ao julgador em face da constitucionalização do Direito Civil. In: Marcelo Navarro Ribeiro Dantas. (Org.). Inovações no Sistema de Justiça - Meios alternativos de resolução de conflitos e sistema de justiça multiportas-Estudos em homenagem a Múcio Vilar Ribeiro Dantas. 1ªed.São Paulo/SP: Thomson Reuters Brasil - Revista dos Tribunais, 2022, p. 169-188;        “Pereira da Silva- A obra poética do primeiro paraibano na Academia Brasileira de Letras”, capítulo do Livro Paraíba na Literatura, vol IV. Editora A União, 2022, pp. 111-119; e “O dever de imparcialidade do juiz como destinatário do princípio da cooperação”. (capítulo 17). In: Luiz Guilherme Marinoni, Ricardo Alexandre da Silva, Guilherme Veiga (orgs.). Londrina, PR: Thoth, 2023. Estudos de Direito Civil e Processo Civil: homenagem ao Desembargador Jones Figueirêdo Alves, pp. 345 e ss.
É autor das seguintes monografias, dissertações e tese: “Direito ao Esquecimento no Brasil após o julgamento do tema 786 pelo STF e demandas por pessoas jurídicas” (tese de doutorado. Universidade de Marília-UNIMAR. Orientador: Professor Doutor Jonathan Barros Vita  276f. Marília (SP), 22 set. 2023);   “Trajetória Jurídica da Afirmação do Direito ao Esquecimento: Existência como Aspecto do Direito Fundamental à Privacidade e Critérios para a sua Aplicação” (Dissertação de mestrado. Faculdade Damas de Instrução Cristã-FADIC. Orientadora: Professora Doutora Margarida Oliveira Cantarelli. Recife, ago. 2020); “Importância dos cursos no exterior na formação do Juiz Federal”, (vencedora do concurso de monografias promovido pela AJUFE. Prêmio: Curso na Universidade de Auckland, Nova Zelândia, dez. 1997); “Coisa Julgada e Mandado de Segurança”, monografia apresentada para conclusão do Curso de Especialização em Processo Civil da UNB, jul. 1997;  "A Coisa Julgada e os Efeitos da Sentença", monografia apresentada e defendida para conclusão da Cadeira de Direito Processual Civil da Escola Superior da Magistratura, mar. 1989; "O Momento Constitucional Brasileiro - Análise - Diagnóstico - Perspectivas", monografia apresentada para conclusão da Cadeira de Direito Constitucional da ESMA, mar. 1989; Empréstimo Compulsório - Natureza Jurídica e Considerações Gerais". Trabalho de conclusão da disciplina Direito Tributário, Universidade Federal da Paraíba, dez. 1986.
Rogério Fialho publicou artigos em revistas e periódicos especializados em direito, dentre os quais destacam-se: Empréstimo Compulsório - Natureza Jurídica e Considerações Gerais;  A Coisa Julgada  e os Efeitos da Sentença; O Momento Constitucional Brasileiro - Análise - Diagnóstico – Perspectivas; Os  Embargos  de  Alçada  e a  Lei  nº 8197/91;Prova Pericial:  Inovações da Lei nº 8.455/92; O Plano de Custeio da Previdência e as Alterações da Penhora na Execução Fiscal; Amenização da iniquidade dos precatórios; Contribuição de Produtor Rural Pessoa Jurídica para a Previdência Social; Importância dos cursos no exterior na formação do Juiz Federal; Coisa Julgada e Mandado de Segurança; A nova Lei Ambiental: Questões relacionadas à Justiça Federal; Os princípios gerais do direito e a revisão da dívida externa brasileira;  O fim da categoria dos bens imóveis por acessão intelectual no Código Civil de 2002; O direito ao esquecimento na sociedade em rede; A Constitucionalização do Direito Civil no Brasil. A Privacidade em “A Condição Humana”, de Hannah Arendt; Os deveres do juiz como destinatário do princípio da cooperação no processo civil e os limites da imparcialidade; A desconsideração administrativa da personalidade jurídica na Lei Anticorrupção; Novos Desafios para o Desenvolvimento Sustentável no Nordeste Brasileiro: Carcinicultura e Ecoturismo Rural; A Responsabilidade Socioambiental dos Órgãos Públicos; Pragmatismo, Análise Econômica do Direito e o Combate à Pandemia e, em coautoria, publicou “Subtração internacional de crianças e aspectos inovadores da Resolução n° 449”.
Em outras áreas de conhecimento publicou os ensaios: “O Realismo Jurídico e a Iconografia do Direito na Obra de Alexandre Filho”. Ensaio publicado no Correio das Artes, suplemento mensal de A União, jan. 2022; “O esquecido poeta Pereira da Silva- Primeiro paraibano na Academia Brasileira de Letras e os 100 anos de O Pó das Sandálias”. Ensaio publicado no Correio das Artes, suplemento mensal de A União, set. 2022; e “Por onde anda o ararunense Pereira da Silva, primeiro paraibano na ABL nos 100 anos de “O pó das sandálias” Revista da Academia Norteriograndense de Letras 2022, n° 73, out-dez., p. 47.

## Condecorações e títulos honoríficos
Rogério Fialho Moreira foi agraciado pelas 3 Forças Armadas com condecorações e medalhas concedidas pela Marinha do Brasil ("Amigo da Marinha"), pelo Exército Brasileiro (Ordem do Mérito Militar e Medalha do Pacificador), e pela Força Aérea Brasileira (Ordem do Mérito Aeronáutico).
Das Forças de Segurança tem condecorações concedidas pela Polícia Militar do Estado da Paraíba (Medalha Cel. PM Elísio Sobreira), Medalha Pernambucana do Mérito Policial Militar (PM PE); Medalha de Serviços Distintos (Corpo de Bombeiros Militar do Estado da Paraíba); Medalha do Mérito da Casa Militar de Pernambuco e Medalha “100 Anos dos Bombeiros Militar da Paraíba” e Medalha do Mérito Policial Federal.
Recebeu títulos honoríficos de Cidadão Campinense (PB), Ararunense (PB), Guarabirense (PB) e Juazeirense (CE), outorgados pelas respectivas Câmaras Municipais.
Da cúpula dos Poderes paraibanos recebeu a Comenda Epitácio Pessoa, conferida pela Assembleia Legislativa da Paraíba e a Medalha do Mérito do Tribunal de Justiça do Estado da Paraíba (Tribunal de Justiça, TJ PB).
Recebeu homenagens de vários Tribunais do país: Medalha Conselheiro João Alfredo Corrêa de Oliveira (Tribunal Regional do Trabalho da 6ª Região);    Medalha Desembargador Joaquim Nunes Machado” (Tribunal de Justiça do Estado de Pernambuco); Medalha Comemorativa dos 200 Anos da Criação do Tribunal de Justiça de Pernambuco; Medalha do Mérito Eleitoral Frei Caneca, na Classe Ouro (Tribunal Regional Eleitoral do Estado de Pernambuco) e Medalha Comemorativa dos 80 Anos da Justiça do Trabalho (Tribunal Superior do Trabalho-TST).
E, ainda, de instituições acadêmicas e judiciais recebeu as Medalhas do Mérito Acadêmico Desembargador Simeão Cananéa e Insígnia Chama do Saber, ambas conferidas pela Escola Superior da Magistratura Des. Almir Carneiro da Fonseca-ESMA, do Tribunal de Justiça do Estado da Paraíba; Medalha de Honra ao Mérito Juiz Aluísio Tenório de Brito (Escola Judicial de Pernambuco-ESMAPE); e Medalha do Mérito Acadêmico Afonso Pereira (Centro Universitário de João Pessoa-UNIPÊ).
Da Justiça Federal, onde começou a atual como estagiário em 1986, recebeu o Grande Colar do Mérito Pontes de Miranda (Tribunal Regional Federal da 5ª Região) e Medalha de Alta Distinção “Agnelo Amorim” (Seção Judiciária do Estado da Paraíba).
Foi homenageado pela classe dos advogados com a Medalha 85 Anos da Ordem dos Advogados do Brasil (Seção da Paraíba); Medalha de Mérito João Pinheiro (Instituto dos Advogados de Pernambuco) e Medalha Instituto Egídio Ferreira Lima (Ordem dos Advogados do Brasil, Seção de Pernambuco).
De importantes instituições essenciais à jurisdição, foi agraciado com a Medalha “Eduardo Campos” (Defensoria Pública do Estado de Pernambuco); Medalha da Ordem do Mérito Procurador do Estado "Fernando de Miranda Gomes" (Procuradoria Geral do Estado do Rio Grande do Norte); e Medalha “Procurador José Américo de Almeida” (Procuradoria Geral do Estado da Paraíba).
De outras importantes entidades e poderes recebeu o Diploma de Honra ao Mérito outorgado pelo Conselho Nacional dos Secretários de Estado da Justiça, Direitos Humanos e Administração Penitenciária-CONSEJ, em Brasília, a Medalha do Reconhecimento Maçônico, concedida pelo Grão-Mestre Geral do Grande Oriente do Brasil, em Brasília e a Medalha comemorativa dos 180 Anos do Poder Legislativo de Pernambuco.
Recebeu o Troféu Heitor Falcão, em diversas categorias, nos anos 2.000, 2008 e 2015, sendo indicado para receber a honraria concedida pela Coluna Abelardo Jurema também no ano de 2022.

## Academias e Instituições Culturais
Rogério Fialho é Sócio Efetivo do Instituto Histórico e Geográfico da Paraíba-IHGP, ocupando a Cadeira n. 1, que tem como patrono o jornalista José Maria dos Santos e fundador José Américo de Almeida, eleito em 18 de março de 2023 e empossado em 16 de outubro 2023.
É Membro Efetivo da Academia Paraibana de Letras Jurídicas-APLJ, ocupando a Cadeira de n. 44, que tem como patrono o jurista e político Osmar de Aquino, sendo eleito em 28 abril de 2023 e empossado em 17 de julho de 2023.
Antes de efetivar-se naquelas instituições, fora Membro Honorário da Academia Paraibana de Letras Jurídicas, 2 ago. 2016 e Sócio Benemérito do Instituto Histórico e Geográfico Paraibano-IHGP.
Recebeu a Comenda da Academia de Letras de Campina Grande, conferida por ocasião dos vinte anos da instituição, em 26 mai. 2001 e a Comenda “Jubileu de Prata” da Academia de Letras de Campina Grande-PB, em 8 abr. 2006.

Foi eleito Sócio Correspondente da Academia Norteriograndense de Letras Jurídicas-ALEJURN.